# رسونا

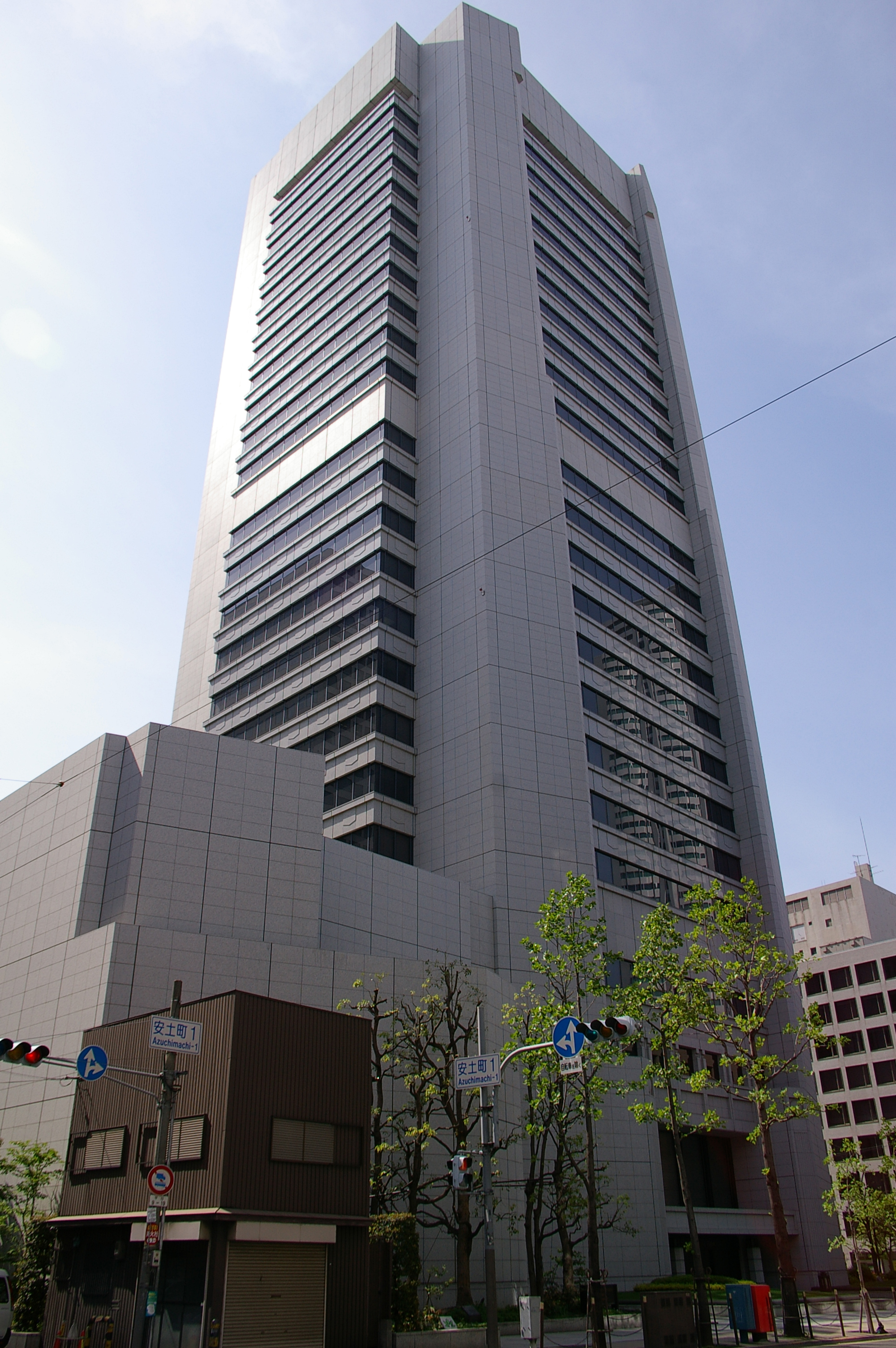
ساختمان دفتر مرکزی رسونا، در کوتو، توکیو

رسونا (به ژاپنی: りそなホールディングス) شرکت هلدینگ بانک ژاپنی است، که مدیریت چند بانک و شرکت تابعه را برعهده دارد و هم‌اکنون به‌عنوان پنجمین گروه بانکداری بزرگ در ژاپن، شناخته می‌شود.
شرکت رسونا در سال ۲۰۰۱ از ادغام ۴ بانک ژاپنی بنام‌های: دایوا بانک، کینکی اوساکا بانک، نارا بانک و آساهی بانک راه‌اندازی شد.
دفتر مرکزی این شرکت در منطقه کوتو شهر توکیو قرار دارد و بخشی از سهام آن در بازارهای بورس توکیو، بورس اوساکا و بورس لندن معامله می‌شود.